# Herb gminy Czernice Borowe
Herb gminy Czernice Borowe – jeden z symboli gminy Czernice Borowe, ustanowiony 9 lipca 2007.

## Wygląd i symbolika
Herb przedstawia na tarczy w polu czerwonym postać Świętego Stanisława Kostki w sutannie czarnej, zwróconą lekko w prawą stronę, z rękoma złożonymi na piersi. Przez lewą dłoń przewieszony jest różaniec złoty z widocznym krzyżem. Wokół głowy nimb pełny, złoty. Po obydwu stronach postaci znajdują się białe lilie na łodygach w naturalnej barwie zieleni. Herb przypomina o fakcie, że na terenie gminy, w Rostkowie urodził się Święty Stanisław Kostka.